# Étiolles
Étiolles is een gemeente in het Franse departement Essonne (regio Île-de-France) en telt 2548 inwoners (1999). De plaats maakt deel uit van het arrondissement Évry.

## Geografie
De oppervlakte van Étiolles bedraagt 11,6 km², de bevolkingsdichtheid is 219,7 inwoners per km².
De onderstaande kaart toont de ligging van Étiolles met de belangrijkste infrastructuur en aangrenzende gemeenten.

## Demografie
Onderstaande figuur toont het verloop van het inwonertal (bron: INSEE-tellingen).